# Matthew Bolton
Matthew Bolton (* 7. Juli 1979) ist ein australischer Billardspieler aus Perth. Er ist einer der erfolgreichsten English-Billiards-Spieler seines Landes und gewann bis 2019 17 Mal den nationalen Meistertitel. International ist er auch in der Disziplin Snooker erfolgreich, er wurde Ozeanienmeister und spielte ein Jahr auf der Profitour.

## Karriere
Matthew Bolton begann mit fünf oder sechs Jahren mit dem Billardspielen. Sein Vater und sein Großvater waren bereits westaustralische Meister gewesen. Mit 13 Jahren bekam er einige Monate Unterricht von der ebenfalls aus Perth stammenden nationalen Billard-Legende Bob Marshall. Bolton gehörte schon in jungen Jahren zu den besten Spielern seines Bundesstaats. 2000 stand er erstmals im Finale der nationalen Meisterschaft im English Billiards und holte sich als bis dahin jüngster Spieler mit 20 Jahren seinen ersten Titel, den er im Jahr darauf verteidigte. Ab 2004 dominierte er die australische Meisterschaft uneingeschränkt, er blieb mehr als ein Jahrzehnt lang ungeschlagen bei dem Turnier und holte alle Titel bis auf 2012, wo er verletzungsbedingt nicht antreten konnte. 2019 wurde er zum 17. Mal Meister und ist damit der zweiterfolgreichste Spieler aller Zeiten hinter Bob Marshall (21 Titel).[veraltet] Er war auch der erste Spieler, der dessen alten nationalen Punkterekord von 702 Punkten aus dem Jahr 1953 übertraf. Bei der Meisterschaft 2014 erzielte er 736 Punkte. Seinen Turnierrekord erhöhte er 2017 auf 809 Punkte, international hatte er bereits 2011 bei der Weltmeisterschaft seine persönliche Bestleistung von 839 Punkten aufgestellt.
Auch über die Landesgrenzen hinaus war Bolton in seinem Sport erfolgreich, so dominierte er von 2012 bis 2015 auch die Ozeanienmeisterschaften. Bei den Weltmeisterschaften 2011 und 2012 erreichte er das Finale, einmal in der Punkte-, einmal in der Zeitwertung. Er gewann sechs Weltranglistenturniere und war 2012/13 Nummer eins der Billard-Weltrangliste.
Schon von Jugend an spielte Bolton auch Snooker und bereits 1997 stand er im Finale der westaustralischen Meisterschaft, das der gegen den vier Jahre jüngeren Ben Judge verlor. Meist lief Snooker aber nebenher neben Billard. Mitte der 2000er intensivierte er seine Bemühungen, er gewann zwei Titel auf Bundesstaatsebene und erreichte 2006 das Finale der nationalen Meisterschaft. Aber erst in den 2010ern, als sich Snooker international mehr öffnete und lukrativer wurde, stieg er auch in dieser Disziplin an die nationale Spitze auf. 2014 holte er als vierter Australier in einem Jahr gleichzeitig den Billard- und den Snookertitel seines Landes. Außerdem war er einer von zwei Wildcard-Spielern bei den Australian Goldfields Open. Ebenfalls trat er bei der Ozeanienmeisterschaft an, über die sich der Sieger für die professionelle Snooker Main Tour qualifizieren konnte. 2013 und 2015 erreichte er dort das Finale, das er beide Male gegen Vinnie Calabrese verlor. Im dritten Anlauf gelang ihm schließlich 2017 der Finalsieg über Ben Judge. Damit erhielt er mit 38 Jahren die Startberechtigung für die Snooker-Saison 2017/18 und die darauf folgende Saison.
Bei seinem ersten Turnier als Profi, dem Paul Hunter Classic, verlor er knapp gegen Barry Pinches mit 3:4. Bei den Indian Open hieß es deutlich 0:4 gegen Liam Highfield. Es folgte eine enttäuschende Saison, in der er alle Matches verlor, dabei gewann er nie mehr als 2 Frames und verlor noch 5 Mal zu Null. Auch bei der abschließenden Weltmeisterschaft gab es trotz 3:0-Führung eine 4:10-Niederlage gegen Michael Georgiou. Daraufhin verkündete er zu Beginn des zweiten Jahrs den Verzicht auf sein Main-Tour-Ticket.

## Erfolge
- Australian National Billiards Championship[7]: 2000–2001, 2004–2011, 2013–2019 (17 Titel)
- Australian National Snooker Championship[7]: 2014 (1 Titel, Finalist: 2006)
- Oceania Billiards Championship[10]: 2006, 2012–2015, 2017 (6 Titel[15])
- Oceania Snooker Championship[10]: 2017 (1 Titel, Finalist: 2013, 2015)
- World Billiards Championship[11]: Finalist 2011 (Zeitformat) und 2012 (Punkteformat)